# Brisingida
Los brisíngidos (Brisingida) son un orden de equinodermos asteroideos de profundidad.
Las especies de este orden tienen un pequeño disco inflexible y entre seis y 20 brazos largos y delgados que utilizan para la alimentación por suspensión. Tienen una sola serie de placas marginales, un anillo de placas de disco fusionado, sin placas actinales, una columna ambulacral que se parece a un carrete, placas abactinales reducidas, pedicelarios cruzados, y varias series de espinas largas en los brazos. Viven casi exclusivamente en hábitats de aguas profundas, aunque algunas habitan en aguas someras de la Antártida. En algunas especies, los pies ambulacrales tienen extremidades redondeadas y sin ventosas.

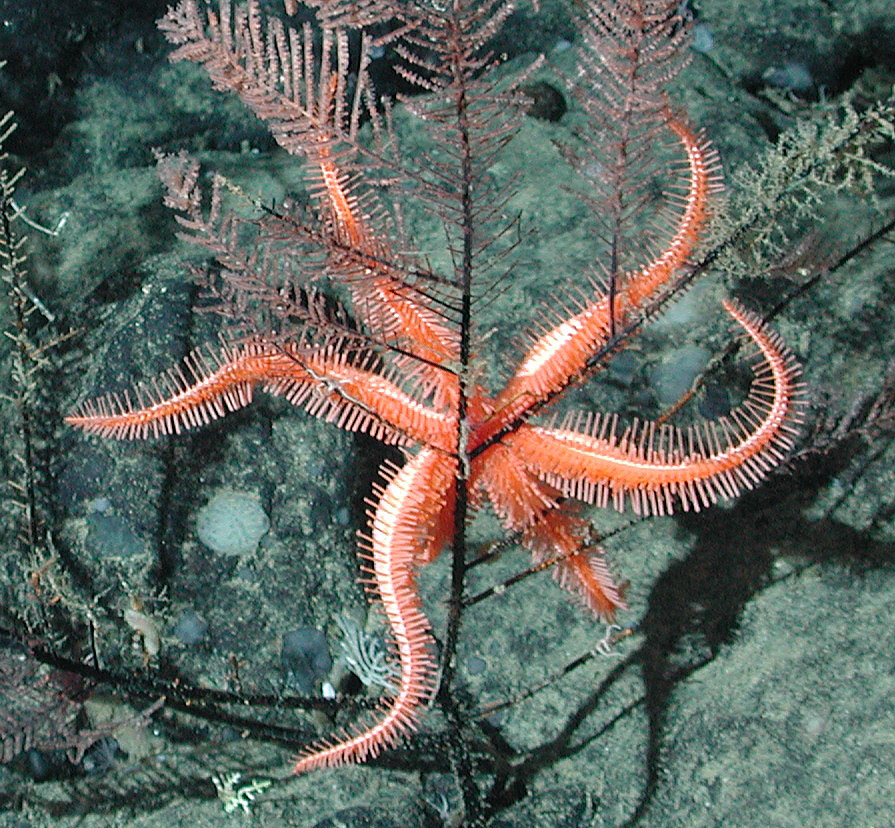
Brisíngido sobre coral negro.

## Taxonomía
El orden de los brisíngidos agrupa a 2 familias, 16 géneros, y 112 especies.
- Familia Brisingidae G.O. Sars, 1875[5]
  - Género Astrolirus Fisher, 1917
  - Género Astrostephane Fisher, 1917
  - Género Brisinga Asbjørnsen, 1856 (sinónimo: Craterobrisinga Fisher, 1916)
  - Género Brisingaster Loriol, 1883
  - Género Brisingella Fisher, 1917
  - Género Hymenodiscus Perrier, 1884 (sinónimo: Brisingenes Fisher, 1917)
  - Género Midgardia Downey, 1972
  - Género Novodinia Dartnall, Pawson, Pope & B.J. Smith, 1969 (sinónimo: Odinia Perrier, 1885)
  - Género Odinella Fisher, 1940
  - Género Stegnobrisinga Fisher, 1916

- Familia Freyellidae Downey, 1986[6]
  - Género Astrocles Fisher, 1917
  - Género Belgicella Ludwig, 1903
  - Género Colpaster Sladen, 1889
  - Género Freyastera Downey, 1986
  - Género Freyella Perrier, 1885 (sinónimo: Freyellidea Fisher, 1917)
  - Género Freyellaster Fisher 1918